# Ficus vasta
Ficus vasta (còn được gọi Ficus socotrana) là một loài thực vật có hoa trong họ Moraceae. Loài này được Forssk. mô tả khoa học đầu tiên năm 1775.